# Девушки в униформе (фильм, 1931)
«Девушки в униформе» (нем. Mädchen in Uniform) — немецкая романтическая драма 1931 года режиссёра Леонтины Заган, снятая по роману и пьесе Кристы Винслоэ «Вчера и сегодня» («Gestern Und Heute»). Рассматривается как первый фильм о лесбийской любви. Является культовым фильмом среди лесбиянок.
Всеобщее признание фильма обусловлено удачной работой режиссёра, которая смогла сочетать классицизм форм с предельной кинематографической утончённостью. Затрагиваемая тема зарождающейся подростковой чувствительности, решённая с подлинной деликатностью, ещё долгие годы не найдёт столь аккуратного воплощения, вплоть до «Реки» Ренуара. С «Девушек в униформе» начинает отсчёт мода на школьные женские фильмы.

## Сюжет
События картины происходят в Пруссии в период перед Первой мировой войной. Четырнадцатилетнюю Мануэлу фон Майнхардис титулованная тетя привозит в Потсдам, в школу-пансионат для дочерей офицеров. Мать у Мануэлы умерла, отец-военный не в состоянии заботиться о ней, и тетя решают оставить племянницу на воспитание и обучение в учебном заведении со строгими порядками. Школа управляется властной и жесткой директрисой фройляйн фон Нордек цур Нидден.
Чувствительная и эмоциональная Мануэла попадает в класс к фройляйн фон Бернбург. Фон Бернбург старается общаться с ученицами открыто и честно и является всеобщей любимицей. Новые подруги Мануэлы сразу предупреждают, чтобы она была осторожной и тоже не влюбилась в неё. Но первая же встреча с фон Бернбург повергает Мануэлу в смятение. Искреннее участие к Мануэле, тяжело переживающую смерть матери, ещё больше привязывает девушку к учительнице. Сама преподавательница также выделяет Мануэлу среди остальных, хотя и старается никак это не проявлять.
В школе царят суровые порядки и строгая дисциплина. Директриса стремится максимально урезать расходы, даже за счёт питания воспитанниц, считая, что окружающая обстановка не располагает к излишествам.
Они дочери солдат и, даст Господь, станут матерями солдат.
Дисциплина — вот что им нужно, а не жизнь в роскоши.Директриса фройляйн фон Нордек цур Нидден (персонаж фильма)
Когда сорочка Мануэлы разваливается на части и нет никакой возможности её починить, фройляйн фон Бернбург отдаёт ей одну из своих. Мануэле с большим трудом удается удерживать свои чувства, она путается, отвечая уроки, и в беседе наедине признается преподавательнице в своей любви. Фон Бернбург пытается образумить её и призывает держать эмоции под контролем.
К катастрофе приводит случай. На празднике, посвящённом дню рождения директрисы, силами воспитанниц ставится «Дон Карлос» Шиллера, Мануэла исполняет главную роль. Спектакль имеет успех, после него, на празднике, Мануэла напивается пунша и, потеряв контроль, во всеуслышание заявляет о любви между собой и фройляйн фон Бернбург. Разражается скандал. Директриса сажает Мануэлу в карцер и запрещает кому бы то ни было общаться с ней. Фон Бернбург вынуждена покинуть школу. Узнав, что любимая учительница оставляет её навсегда, Мануэла едва не совершает самоубийство. Лишь стараниями подруг её удается спасти. Понимая, какая могла случиться трагедия и каким несмываемым пятном легло бы самоубийство Мануэлы на школу, директриса испытывает сильное потрясение.

## Технические приёмы и работа режиссёра
«Девушки в униформе» — первый германский фильм, созданный кооперативным способом. Компания Deutsches Film Gemeinschaft была создана специально для этого проекта. Затраты по созданию картины распределялись между актёрами и командой создателей.
Прототипом Мануэлы фон Майнхардис для романа и пьесы послужила одна из одноклассниц Кристы Винслоэ, с которой та училась вместе в Empress Augusta boarding school. Девушка действительно бросилась с лестницы. Она выжила, но хромала всю оставшуюся жизнь. Уже будучи взрослой она присутствовала на премьере фильма.
Первоначальный замысел предполагал, что Мануэла прыгнет с лестницы в конце фильма. Однако затем Карл Фрёлих поменял решение, и Мануэлу спасают от самоубийства ученицы.
Доротея Вик и Герта Тиле, сыгравшие учительницу и ученицу, родились в один и тот же год. На момент съёмок им обеим было 23 года.
В использовании новых звуковых средств Заган, ученица Макса Рейнхардта, была самым продвинутым режиссёром предвоенной Германии. Не только аккуратное использование диалогов, но также применение звука как метафоры (например, звуки горна в начале и конце фильма), создание особой атмосферы, когда девушки перешептываются, обмениваясь секретами, перекликающийся звук имени Мануэлы в финальных сценах — всё это подтверждает высказывание критика:
| С этой работой («Девушки в униформе»), германские фильмы со звуком достигли своего высшего уровня. — Лотта Эйснер |

Зигфрид Кракауэр также отметил работу Заган. Он обратил внимание на её способность наделять кадры «символической силой света». Применение Заган теней не только создаёт глубину на плоском экране, но также способствует более точной передаче смысла и атмосферы. Кинематография Заган — прекрасный пример того, что Айснер называла «настроением» — игра света вызывала отклик в сердце.
Решение освещения и показ лестницы в школы — примечательный пример работы Заган со светом. Стремящиеся вверх тени и глубина центральной части лестничного колодца символизируют напряжение, в котором живут девушки, в контрасте с яркоосвещёнными парадными ступенями главного холла, по которым ученицам запрещено подниматься.
Заган также явилась первой, кто применил приём наложения крупных планов лиц двух персонажей для показа глубокой психологической связи, существующей между ними. Заган использует его, отображая моменты сильного притяжения между фройляйн фон Бернбург и Мануэлой. Тридцать лет спустя этот способ использовал Ингмар Бергман в фильме «Персона» для достижения аналогичного эффекта.
В монтажном плане картина соединяет элементы повествовательного и ассоциативно-образного типов монтажа, которые дополняют друг друга и создают атмосферу, которая не могла бы быть достигнута применением лишь одного из них. Начало фильма показывает отдельные кадры Потсдама с каменными башнями, статуями, скульптурами воинов, чередующиеся показом шагающих строем девушек в униформе, вводя зрителя в атмосферу будущей истории — Пруссию в период перед Первой мировой войной. Дальнейший рассказ, ограниченный исключительно стенами школы, ведется повествовательным монтажом. Но периодически в него вновь вкрапляются статичные кадры милитаристского патриархального мира, окружающего место действия. Зрителю напоминают, что хотя школа — это женская обитель (в ней нет ни одного мужчины), но она находится в авторитарном мужском обществе. С помощью такой структуры монтажа получается создать в фильме замкнутый женский мир, отгороженный от внешнего мира.
В интервью 1980 года Герта Тиле (Мануэла фон Майнхардис) приписывает заслуги по созданию фильма мужской части съёмочной группы: Карлу Фрёлиху, Францу Ваймару и др. Заган, по её мнению, слишком мало знала о том, как задумал фильм Карл Фрёлих.

## Актёрский состав
В фильме нет ни одного персонажа мужского пола.
| В ролях            |  | Персонаж                                          |
| ------------------ |  | ------------------------------------------------- |
| Герта Тиле         |  | Мануэла фон Майнхардис, воспитанница              |
| Доротея Вик        |  | Фройляйн фон Бернбург, учительница                |
| Эллен Шваннеке     |  | Ильзе фон Вестхаген, воспитанница                 |
| Эмилия Унда        |  | Фройляйн фон Нордек цур Нидден, директриса        |
| Хедвиг Шлихтер     |  | Фройляйн фон Кестен, старшая воспитательница      |
| Гертруд де Лальски |  | Её Превосходительство фон Эренхардт, тетя Мануэлы |
| Марта Хайн         |  | Герцогиня, попечительница школы                   |
| Лене Бердольт      |  | Фройляйн фон Гаршнер, учительница                 |
| Лизи Шербах        |  | Мадемуазель Ойле, учительница                     |
| Маргори Бодкер     |  | Мисс Эванс, учительница                           |

| В ролях               |  | Персонаж                              |
| --------------------- |  | ------------------------------------- |
| Эрика Манн            |  | Фройляйн фон Атемс, учительница       |
| Эльзе Эзер            |  | Элиза, кастелянша                     |
| Ильзе Винтер          |  | Марга фон Рассо, воспитанница         |
| Шарлотта Витхауэр     |  | Ильзе фон Трайшке, воспитанница       |
| Эрика Бибрах          |  | Лилли фон Каттнер, воспитанница       |
| Этель Решке           |  | Ода фон Ольдерслебен, воспитанница    |
| Аннмари фон Рошхаузен |  | Эдельгард, графиня фон Менгсберг      |
| Ильзе Вигдор          |  | Аннелизе фон Беккендорф, воспитанница |
| Барбара Пирк          |  | Миа фон Воллин, воспитанница          |
| Дорис Тальмер         |  | Марихен фон Экке, воспитанница        |

## Судьба фильма
Нацистский режим, пришедший к власти через два года после создания фильма, включил картину в список запрещённых. Впервые после выхода на экран фильм был показан широкой публике лишь в 1970-х годах. В 1977 году фильм показали по германскому телевидению. Позднее «Девушки в униформе» вышли на видеокассете с английскими субтитрами в США (1994) и Великобритании (2000), выпущенные British Film Institute.
После показа фильма в Румынии, от местных дистрибьюторов пришло письмо с просьбой: «Пожалуйста, ещё 20 метров с поцелуем» (Please, twenty more metres of kissing). Речь идет о сцене, где фройляйн фор Бернбург целует Мануэлу в губы. Двадцать метров плёнки эквивалентны примерно полутора минутам на экране.

## Значение
То, что вы называете грехом,
я называю великим духом любви,
имеющим тысячи форм.Элизабет фон Бернбург (персонаж фильма)
Картина «Девушки в униформе» повсеместно пользовалась огромным успехом. В Германии она считалась лучшим фильмом года. Успех сопутствовал фильму не только в Германии, но также по всей Европе, в США и даже в Японии. При выходе фильм был воспринят прессой как картина, рассматривающая проблемы юношеского периода, а также как протест против системы обучения, существовавшей в Пруссии. Тема лесбийских отношений не упоминалась.

Газета «New York Herald Tribune» видела в фильме «драму девушки, томящейся по нежности и сочувствию, которые противопоставляются суровой насильственной системе воспитания в закрытых школах».
Постановка пьесы, на которой основан фильм, осуществлялась несколько раз с разными актёрами. Герта Тиле, исполнившая роль Мануэлы фон Майнхардис в фильме, играла её и на сцене. В одной из постановок роль фройляйн фон Бернбург играла массивная почти пятидесятилетняя женщина. В силу этого чувства между учительницей и ученицей не могли интерпретироваться иначе, как в русле «материнской симпатии». Однако в других постановках пьесы лесбийский мотив прорабатывался очень тщательно.
Изменения, внесённые продюсером Карлом Фрёлихом в сюжет фильма, были продиктованы его желанием обеспечить больший успех проекту. Название пьесы «Вчера и сегодня» он заменил на «Девушки в униформе», посчитав его более удачным. «…Они будут думать, что там будет множество девушек в униформе, они будут прыгать и показывать свои ноги». По этой же причине вопрос об истинной природе взаимоотношений женщин он намеренно оставил открытым, чтобы фильм был приемлем для мужской аудитории.
| …Это может быть началом лесбийской любви, также это может быть любовью ребёнка, но в любом случае — это любовь. Оригинальный текст (англ.)...It can be the beginning of lesbian love, it can also be the love of children, but in any case it's love. — Герта Тиле (Мануэла фон Майнхардис), интервью 1980 года |

В настоящее время картина считается одним из самых известных германских фильмов ранней эры кинематографа, затрагивающих вопросы гомосексуальности.

## Награды
Фильм получил следующие награды:
| Награды                    | Награды | Награды                             | Награды                           | Награды              |
| -------------------------- | ------- | ----------------------------------- | --------------------------------- | -------------------- |
| Фестиваль / Премия         | Год     | Награда                             | Категория                         | Победитель           |
| Kinema Junpo Awards        | 1932    | Kinema Junpo Award                  | Лучший фильм на иностранном языке | «Девушки в униформе» |
| Венецианский кинофестиваль | 1932    | Приз по результатам опроса зрителей | За техническую безупречность      | Леонтин Заган        |